# Eois dissimilaris
Eois dissimilaris là một loài bướm đêm trong họ Geometridae.